# Themus bidentatus
Themus bidentatus es una especie de coleóptero de la familia Cantharidae.

## Distribución geográfica
Habita en Nepal.